# Gelis maesticolor
Gelis maesticolor là một loài tò vò trong họ Ichneumonidae.